# Down by Law (film)
Pour les articles homonymes, voir Down by Law (homonymie).
Pour plus de détails, voir Fiche technique et Distribution.
Down by Law (parfois sous-titré Sous le coup de la loi) est un film américain en noir et blanc réalisé par Jim Jarmusch, sorti en 1986.

## Synopsis
Tous deux arrêtés après avoir été piégés, Zack et Jack, qui n'ont rien en commun, doivent partager la même cellule de la prison de La Nouvelle-Orléans. Un touriste italien, Roberto (dit « Bob »), vient ensuite les rejoindre dans la même cellule. Plein d'humour et d'entrain, il apporte une nouvelle atmosphère à la cellule. Des liens se tissent progressivement entre les trois hommes.
Un jour, Bob annonce aux deux autres qu'il a trouvé un moyen de s'évader depuis la cour. Les trois compères saisissent l'occasion et passent plusieurs jours dans le bayou des alentours, où ils se perdent, au point de faire resurgir des tensions entre eux. Ils parviennent enfin à une petite auberge isolée, non loin du Texas, tenue par une immigrée italienne, Nicoletta, qui a hérité de son oncle. Bob et Nicoletta tombent amoureux l'un de l'autre. Bob décide donc de rester avec elle pour refaire sa vie. Zack et Jack continuent leur route, le premier dans l'intention de rejoindre Los Angeles, le deuxième souhaitant plutôt se diriger vers l'Est du pays.

## Fiche technique
- Réalisateur : Jim Jarmusch
  - Assistante réalisatrice : Claire Denis
- Scénario : Jim Jarmusch
- Photographie : Rob Müller
- Musique : John Lurie
  - Chansons : Jockey Full Of Bourbon et Tango Till They’re Sore de l’album Rain Dogs, par Tom Waits ; It’s Raining de Noami Neville, par Irma Thomas
- Montage :[Melody London
- Décors : Janet Densmore
- Costumes : Carol Wood
- Production : Alan Kleinberg
- Sociétés de production : Black Snake, Grokenberger Film Produktion, Island Pictures
- Pays d'origine :  États-Unis et  Allemagne de l'Ouest
- Langues originales : Anglais, italien
- Format : noir et blanc - 35 mm -  1,85:1 - mono
- Durée : 107 min
- Budget : 453 600 $
- Box office : 1 435 668 $
- Dates de sortie :
  - France : mai 1986 (Festival de Cannes) ; 12 novembre 1986 (sortie nationale)
  - Canada : 7 septembre 1986 (Festival de Toronto)
  - États-Unis : 19 septembre 1986 (Festival de New York) ; 20 septembre 1986 (sortie limitée)
  - Allemagne de l'Ouest : 30 octobre 1986
  - Belgique : 8 janvier 1987 (Gand)

## Distribution
- John Lurie : Jack Romano
- Tom Waits (VF : Michel Vigné) : Zack
- Roberto Benigni (VF : lui-même) : Roberto, dit « Bob »
- Nicoletta Braschi : Nicoletta
- Ellen Barkin (VF : Marie-Laure Beneston) : Laurette
- Billie Neal : Bobbie
- Rockets Redglare (en) : Gig
- Vernel Bagneris (en) (VF : Jean Barney) : Preston
- Timothea : Julie
- L.C. Drane : L.C.
- Carrie Lindsoe : la jeune fille
- Joy N. Houck, Jr. (en) : le détective Mandino
- Ralph Joseph : un détective
- Richard Boes : un détective
- Dave Petitjean : le détective cajun

 Source et légende : version française (VF) sur RS Doublage

## Production
Le film dépeint la naissance d'une amitié entre « copains de galère » au sens propre comme au figuré. La plus grande partie du film est basée sur les interactions entre ces personnages, contrairement aux codes du genre des films d'évasion où l'acte et sa construction sont mis en avant.
Le personnage de Bob fait plusieurs fois référence à des poètes américains : Walt Whitman et Robert Frost. Le film est dédié à l'actrice française Pascale Ogier et au scénariste et critique italien Enzo Ungari (it).

## Distinctions
- Festival de Cannes 1986 : sélection officielle en compétition pour la Palme d'or
- Independent Spirit Awards 1987 : nominations comme meilleur film, meilleur réalisateur, meilleure photographie et meilleur acteur (pour Roberto Benigni)